# Alekszandra Jurjevna Gorjacskina
Alekszandra Jurjevna Gorjacskina (oroszul: Александра Юрьевна Горячкина, a nemzetközi szakirodalomban Aleksandra Goryachkina) (Orszk, 1998. szeptember 28. –) orosz női sakkozó, nemzetközi nagymester, világbajnokjelölt (2019), Oroszország háromszoros női bajnoka (2015, 2017, 2020), háromszoros ifjúsági (U10, U14, U18) és kétszeres U20 junior sakkvilágbajnok, csapatban világbajnoki arany- és ezüstérmes, valamint kétszeres Európa-bajnok, egyéniben Európa-bajnoki ezüstérmes, sakkolimpikon.

## Sakkpályafutása

### Ifjúsági versenyeken
Először 2007-ben, 9 éves korában indult nemzetközi versenyen, az U10 korosztályos Európa-bajnokságon, ahol a 13. helyen végzett, míg 2008-ban a 11. lett, de ugyanebben az évben az U10 világbajnokságot már megnyerte. 2009-ben az U12 korosztály Európa-bajnokságán ezüstérmes, és a világbajnokságon bronzérmes. 2010-ben aranyérmet szerzett az U12 Európa-bajnokságon, de a világbajnokságon csak a 19. helyen végzett. 13 éves korában elindulhatott a felnőtt Európa-bajnokságon, ahol a 130 fős mezőnyben 50%-os eredménnyel a 64. helyet szerezte meg.
2011-ben megnyerte az U14-es sakk-Európa-bajnokságot, és a világbajnokságot is. 2012-ben, 14 éves korában elindult az U20 korosztályos junior világbajnokságon és a 12. helyet szerezte meg. Ugyanebben az évben 14 évesen az U18 korosztályos Európa-bajnokságon és a világbajnokságon is aranyérmet szerzett. 2012-ben holtversenyben a 2–3. helyen végezve bronzérmet szerzett Oroszország U20-as junior bajnokságán.
2013-ban, 15 éves korában az orosz U19-es korosztályos nyílt bajnokságon a fiúk között a második helyen végzett. Ugyanebben az évben az U20 junior világbajnokságon az első helyet szerezte meg, és ezt a címét egy évvel később, 2014-ben a második helyezett előtt 1,5 pontos előnnyel védte meg a 78 fős mezőnyben.

### Felnőtt versenyeken
2011-ben (13 éves korában) női nagymesterek és nemzetközi mesterek előtt megnyerte a Szentpéterváron rendezett Ljudmila Rudenko-emlékversenyt. 2012-ben megnyerte a kieséses rendszerű Orosz-kupát, miután a döntőben legyőzte Olga Girját. 2013-ban holtversenyben a 2–3. helyet szerezte meg az orosz bajnokság legfelsőbb ligájában. Ezzel az eredményével kvalifikálta magát az orosz szuperbajnokságra, amelyen holtversenyben a 4–6. helyen végzett.
2014-ben, 16 évesen, a felnőttek mezőnyében a 24. helyet szerezte meg az Európa-bajnokságon. Ugyanebben az évben a Satka Autumn elnevezésű női nagymesterversenyen a 32 induló között ötös holtversenyben az élen végzett, és az orosz női szuperbajnokságon a 3. helyet szerezte meg.
2015-ben 136 induló közül a 2. helyet szerezte meg Lej Ting-csie mögött a Moscow Open versenyen. Ebben az évben megnyerte az orosz női szuperbajnokságot, és másodszor is megnyerte az Orosz-kupát.
2017-ben Nana Dzagnidze mögött ezüstérmet szerzett az Európa-bajnokságon, és másodszor is megnyerte az orosz szuperbajnokságot. E két eredménye, valamint a 2018-as Aeroflot Open A versenyén szerzett pontjai alapján 2018-ban kapta meg a nagymester címet. 2020-ban harmadszor is megnyerte Oroszország női szuperbajnokságát.

### Eredményei a világbajnokságokon
Junior világbajnokként először a 2015-ös női sakkvilágbajnokságon való indulásra szerzett jogot, amelyen a 2. körig jutott, ahol az ukrán Anna Muzicsuk ütötte el a továbbjutástól.
A 2017-es női sakkvilágbajnokságon is mint junior világbajnok vehetett részt, és ezúttal is a 2. körig jutott, ahol a vietnami Pham Le Thao Nguyentől szenvedett vereséget.
A 2018-as világbajnokságra a 2016-os Európa-bajnokságon szerzett kvalifikációt. Ekkor is a 2. körig jutott, ezúttal az orosz Alisza Galljamova ütötte el a továbbjutástól.
Az új rendszerű 2020-as női sakkvilágbajnokságon a 2018. évi átlagos élő-pontszáma alapján mint első tartalék Hou Ji-fan visszalépése folytán a világbajnokjelöltek versenyének résztvevője lett, amelyet nagy fölénnyel megnyert, és ezzel ő lett a világbajnok Csü Ven-csün kihívója. Eredményével a világranglista harmadik helyére ugrott.

## Eredményei csapatban
Sakkolimpia
2016-ban és 2018-ban tagja volt a 4. helyen végzett orosz női válogatottnak, egyéni teljesítményével 2018-ban a második táblások között bronzérmet szerzett, és ő kapta a torna szépségdíját is a kínai Sen Jang elleni játszmájáért.
Sakk-csapatvilágbajnokság
2015-ben, 2017-ben és 2019-ben tagja volt a sakk-csapatvilágbajnokságon szereplő orosz válogatottnak, amely 2017-ben arany-, 2015-ben és 2019-ben csapatban ezüst-, egyéni teljesítményével aranyérmet szerzett.
Sakk-Európa-bajnokság
2013-ban, 2015-ben, 2017-ben és 2019-ben Oroszország válogatottjának tagja volt a nemzeti válogatott sakkcsapatok Európa-bajnokságán, ahol 2013-ban ezüst-, 2015-ben, 2017-ben és 2019-ben aranyérmet szerzett.
Korosztályos sakkolimpia
2014-ben az U16 korosztályos sakkolimpián szerepelt Oroszország válogatottjában, amellyel ezüstérmes lett.
Bajnokcsapatok Európa Kupája
A Bajnokcsapatok Európa Kupájában a macedón SS Gambit-Aseko Skopje csapatával 2015-ben csapatban ezüstérmes, egyéni teljesítményével bronzérmes lett.